# Bioclimat
Bioclimatul este un factor terapeutic natural dependent de condițiile locale de relief, altitudine, parametri climatici și vegetație, definit de suma caracteristicilor elementelor climaterice ce aparțin unei zone (climatice), ce prin parametri elementelor ei componente influențează organismul uman. Între anumite limite ale parametrilor însă, factorii respectivi nu influențează starea organismului,astfel că ei sunt în raport cu acesta  „indiferenți” sau cu caracter „de cruțare”. În același timp Bioclimatul, este și obiectul de studiu al Bioclimatologiei, ramură a Climatologiei care studiază impactul condițiilor de vreme și climă asupra organismelor vii (incluzând omul)
El poate influența în cadrul tratamentelor balneare sau curei balneoclimatice activitatea organismului (fie el sănătos sau bolnav), în sens pozitiv sau negativ. Valorificarea acestei resurse se face în cadrul stațiunilor balneare, climatice și balneoclimatice.

## Factori bioclimatici
Indicațiile terapeutice ale bioclimatului depind de mai mulți factori: caracteristicile climatice, indicii bioclimatici și caracteristicile fizico-chimice
Caracteristicile climatice
Sunt: temperatura, umiditatea și presiunea aerului, durata de strălucire a soarelui, dinamica atmosferică, presiunea parțială a oxigenului
Caracteristicile fizico-chimice (ale aerului)
Sunt: 
1. Aeroionizarea[6][5]: care ↑ cu altitudinea – temperatura, viteza vântului, gradul de radioactivitate al zonei și ↓ cu umezeala relativă[5]
2. Chimismul aerului[5]

- Compoziția în gaze[5]
- Absența poluării chimice și microbiologice[6]
- Aerosoli terapeutici naturali: marini (Iod, NaCl), salini (NaCl),...etc.[5]

Indicii bioclimatici
Permit reliefarea trăsăturilor bioclimatice ale unui anume regim climatic, stabilirea perioadelor favorabile și/sau nefavorabile activităților umane, determinarea topoclimatelor indicate pentru un anumit tip de cură, precum și evidențierea arealelor climatice și a perioadelor care induc efecte negative su pozitive asupra bilanțului termic uman.
Indicele de confort termic - cuantifică relația temperatură-umezeală-vânt.  Cea mai confortabilă valoare apare în momentul de maximă încălzire al anului (luna iulie) și în climatul de dealuri. Scade în contextul disconfortului datorat încălzirii la câmpie, vântului ce determină răcire pe litoral și, odată cu creșterea altitudinii (dispare la peste 1000m.
Stresul bioclimatic - cuantifică efectul relației temperatură-umezeală-vânt. Este de mai multe tipuri:
- cutanat: este senzația cutanată percepută în contextul termoreglării, datorită acțiunii temperaturii aerului și vitezei vântului asupra sa
- pulmonar : este reprezentat de acțiunea tensiunii vaporilor aerieni de apă asupra alveolei pulmonare și mucoasei căilor respiratorii.
- global: reprezintă însumarea acțiunilor celor cutanat și pulmonar

Printre indicii bioclimatici cantitativi se numără:
- Temperatura echivalent efectivă (TEE)
- Indicele termohigrometric(THI)
- Indicele de disconfort THOM (DI THOM)
- Indicele de căldură (HI)
- Indicele HUMIDEX,
- Indicele SIMMER estival (SSI)
- Indicele de stres/ tensiune relativ(ă) (RSI)
- Indicele SCHARLAU estival (ISE)
- Indicele SCHARLAU hibernal (ISH)
- Indicele puterii de răcire avântului (Pr)

Asociații de factori
- Cu acțiune termică asupra organismului: temperatura, umezeala, viteza vântului, radiația solară calorică
- Cu acțiune biologică fotochimică și imunologică: radiații violete și ultraviolete
- Barici: ↓ presiunii atmosferice, ↓ presiunii partiale O2 prin ↑ altitudinii
- Electrici: aeroionizarea naturală, aerosolii terapeutici

## Clasificarea bioclimatelor din România
Se face prin corelație cu efectul sanogen, rezultând astfel următoarele tipuri de bioclimat:
1. excitant solicitant - corespunde altitudinilor joase
  1. de litoral maritim: Litoralul românesc al Mării Negre[8]
  2. de câmpie: Câmpia Română, Podișul Moldovei, Dobrogea de vest[8]
2. sedativ indiferent sau de cruțare - corespunde regiunilor de dealuri și coline (podișuri), aflate la altitudini din intervalul 200/ 300 m  - respectiv 700/ 800 m: Câmpia de Vest, Dealurile de Vest, Podișul Transilvaniei, dealurile sudice[8], Subcarpații Moldovei[9]
3. tonic stimulent - caracterizează regiunile montane și are două variante de depind de altitudine:
  1. de munți mijlocii (700/ 800-1800/ 1900 m altitudine)
  2. de munți înalți (peste 1900/ 2000 m altitudine, climat alpin și subalpin[8])
  3. unele depresiuni montane mai închise[8]

### Bioclimat excitant-solicitant

#### Bioclimatul de câmpie (< 200m)
Caractere:
- verile sunt fierbinți, iernile sunt relativ reci, umezeala este moderată, nebulozitatea și precipitațiile sunt reduse, viteza vântului relativ redusă, presiunea atmosferică este mare, durata de strălucire a soarelui crescută
- stresul cutanat, pulmonar și global sunt crescute, confortul termic este moderat (chiar scăzut - prin încălzire)
- solicitarea brutală și accentuată a termolizei, a sistemelor nervoase central și vegetativ, a glandelor endocrine[10][9]
- avantaje: datorită gradului crescut de însorire, se produc ameliorarea proceselor imunobiologice de apărare nespecifică și  îmbunătățirea metabolismului Calciului cu favorizarea depunerii în os[10][9]

#### Bioclimatul de litoral (0-35 m)
Caractere:
- umezeala, presiunea aerului (valorile cele mai mari), viteza vântului și durata de strălucire a soarelui sunt ↑, precipitațiile sunt ↓
- confort termic este relativ ↓ și stresul bioclimatic ↑
- efectele fiziologicei sunt în mare aceleași ca cele de mai sus; diferența apare în contextul în care termoliza este înlocuită de procesul de antrenare și călire termică[10]

### Bioclimat sedativ-indiferent (de cruțare) de dealuri și podișuri
Caractere:
- Temperatură, umezeală, precipitații, nebulozitate, însorire, presiune atmosferică - moderate, viteze mici ale vântului,[9] ierni destul de blânde, veri răcoroase
- confort termic cu valori maxime și stres bioclimatic redus (cel mai redus)[9], echilibrat (relaxant)
- Solicită foarte slab sistemele nervoase central și vegetativ precum și glandele endocrine, efectele de ansamblu fiind punerea în repaos a funcțiilor neurovegetative și endocrine inițial exacerbate[10][9]

### Biclimat tonic-stimulantă de munte
Caractere
- climat relativ rece și umed cu nebulozitate relativ pronunțată - dar și cu perioade de însorire marcată, viteza vântului, cantitățile de precipitații, ionizarea cu ioni negativi și puritatea aerului ↑,[5] presiunea și presiunea parțială a oxigenului și temperatura - în scădere cu altitudinea, intensitatea radiației globale în creștere[9]
- confortul termic este redus (peste 1900 – 2000 m altitudine stresul bioclimatic are valori maxime și contraindică climatoterapia), stresul cutanat și pulmonar este ridicat (caracter hipertonic și deshidratant)[9]
- apare o acțiune de mobilizare a mecanismelor de adaptare pentru menținerea concentrației optime de O2 în sânge[9] și a celor  de termoreglare. Puritatea aerului și aerosolizarea cu ioni negativi au efecte decongestive și antialergice, iar radiațiile UV au cu rol în metabolismul vitaminei D2 și Ca[5]
- normalizează și echilibrează activitățile sistemelor nervos central și vegetativ, stimulează procesele imunobiologice nespecifice și hematopoieza, scade activitatea inițial exagerată a tiroidei[10][9]

### Microclimate specifice
Microclimatul de Salină:
- temperaturile sunt răcoroase dar apropiate de anotimpurile intermediare (9-10-12°C), umezeală este relativ ↓ (60-70 %), curenți de aer sunt practic inexistenți (cu viteza <0.1m/s), ionizare este moderată (700 ioni/cm3) - favorabilă ionilor pozitivi și cu dispersie = 0.5-3µm în cantități de 60-80%, se găsesc cantitați ↑ de CO2 și H2S cu ph ușor acid al aerului
- Se constată prezența de aerosoli salini: Na-Ca-Mg și lipsa aeropoluanților
- disconfortul termic de răcire este slab (ameliorat prin îmbrăcăminte), indice de stres cutanat este hipotonic moderat iar cel de stres pulmonar echilibrat

Microclimatul de Mofetă amenajată:
- T = 12-22°C, umiditate relativă este de 50-80%, radioactivitate este medie (0.3µ/l), ionizarea de 2000-15000 ioni/cm3 și CO2 este prezent 80-99 vol %